# Угљени гас
Угљени гас (такође познат као градски гас или гас за оствељење) је запаљиво гасно гориво настао сувом дестилацијом угља и садржи врсте топлотних гасова укључујући водоник, угљен-моноксид, и испарљиве хидрокарбоне заједно са малим количинама нетоплотних гасова као што су угљен-диоксид и азота. То је било првобитно гасно гориво САД и Уједињеном Краљевству док није дошло до распрострањеног прихватања природног гаса током 1940. И 1950. У САД и у касним 1960. и 1970. у Уједињеном Краљевству. Користило се за остветљење, кување и грејање и често су домаћинства снабдевана дистрибутивним системом који припада општини.
Првобитно је произведен као нуспроизвод процеса коксовања, а његова употреба се развијала токо 19. И раног 20. Века пратећи индустријску револуцију и урбанизацију. Нуспроизводи из процеса производње укључујући угљени катран и амонијак које су важне хемијске сировине за боје и хемијску индустијиу са широким спектром вештачких боја, су прављени од угљеног гаса и угљеног катрана. Постројења у којима се гас производи су позната као плинара (МПГ).
Откривање великих количина природног гаса у Северном мору на обалама Уједињеног Краљевства током раних 1960их довео је до скупе конверзије и замене већине домаћих шпорета на гас и грејача на гас, са изузетком Северне Ирске, од касних 1960их па надаље. Производни процес је различит, како физички тако и хемијски, од оног којим се раније стварали различити типови гаснијх горива, познати као произведен гас, синтетички гас, хидрогенски гас, Довсонов гас, коксани гас.

### Производни процес
Произведени гас се добија на два начина: карбонизацијом и гасификацијом. Карбонизација се односи на деволаризацију органских сировина која даје гас и остаци. Гасификација је процес продвргавања сировине хемијским реакцијама којима се добија гас. Први процес који је коришћен је карбонизација и делимична пиролиза угља. Гасови ослобођени у високотемпературној карбонизацији угља у коксаним пећима су сакупљани, пречишћени и коришћени као гориво. У зависности од циљева постројења, жељени производ је био или кокс високог квалитета за металуршку употребу са гасом као нуспроизводом или висококлвалитетни гаса са коксом као нуспроизводом. Коксаре су углавном удружене са металуршким постојењима као што су топионице и виоске пећи, док су плинаре углавном услужују урбана подручја.